# محوطه روباه چالانچولان
محوطه روباه چالانچولان مربوط به دوره نوسنگی - مس وسنگ است و در شهرستان دورود، بخش سیلاخور، دهستان چالانچولان، ۲۵۰ متری شمال شرق چالانچولان واقع شده و این اثر در تاریخ ۱۳ آبان ۱۳۸۶ با شمارهٔ ثبت ۱۹۸۲۱ به‌عنوان یکی از آثار ملی ایران به ثبت رسیده است.